# 김용민 (1974년)
김용민(金容敏, 1974년 7월 2일 ~ )은 대한민국의 시사평론가 겸 목회자이다. 신문이나 지상파 방송을 통해 시사 평론 활동을 하였고 학계에서 후학을 양성하기도 하였으며 방송사 프로듀서로도 활동하였다. 대한민국 팟캐스트 시장을 개척한 인물 중 한 명으로, 팟캐스트를 통해 다양한 프로그램들을 선보였고 인기도 얻었다. 방송 제작과 진행 모두에서 능력을 인정받았고 2013년 '미디어협동조합 국민TV' 설립에 참여했고, 2015년에는 하루 8시간 편성의 '지식라디오'를 론칭했으며, 2019년에는 개신교 시민단체 '평화나무'를 창립했다. 성대모사 재능이 있어 시사 방송을 진행할 때는 해당 인물들을 본인이 직접 흉내를 내기도 하였다.

## 생애

### 어린 시절
김용민은 1974년 7월 2일에 강원도 춘천에서 가곡교회를 담임하던 장로교 목사 김태복의 2남 중 장남으로 태어났다. 이듬해 11월 아버지가 서울 마장동 홍익교회 담임목사로 부임하면서 서울에서 성장기를 보냈다. 김용민의 동생 김용범은 Mnet PD로 재직 중이다.
훗날 김용민은 대학생 시절 자신을 보수성향 청년이었다고 회고했다. 1997년 대통령 선거에서는 한나라당의 이회창 후보를 지지했으며, 이회창이 낙선하자 낙심했다고 했다.

### 회사 소속 언론인 시절(1998~2006)
청소년 시절을 라디오 마니아로 지낸 김용민은 1994년 강남대학교 학생 때부터 극동방송에서 리포터로 방송 활동을 시작했다. 2003년 한겨레21 인터뷰에서 김용민은 성수대교 관련한 일화를 소개했다. 성수대교가 무너졌을 당시 마침 김용민은 현장 근처에 있었고, 공중전화를 잡고 극동방송에 생중계를 했다. 대학을 졸업하기 1년 전 1998년 8월, 25세에 PD로 입사하였다. 당시 김용민은 자비로 조선일보를 구독할 정도로 보수 성향이었다. 하지만 직장에서 해고되면서 정치적 생각이 변했다.
김용민은 극동방송 입사 후 극동방송이 회장 김장환 목사의 개인 소유인 것처럼 운영되는 것에 반발하여, 자신의 개인 홈페이지를 통해 교회 부조리를 알리기 시작하였다. 2000년에 결정적 사건이 발생했다. 여의도순복음교회의 조용기 목사의 아들 조희준이 스포츠투데이를 설립하자 김용민은 홈페이지를 통해 교회 헌금으로 청소년 유해매체를 만드는 것에 대해 비판하였다. 순복음교회는 극동방송에 공문을 보내 김씨에 대한 조처를 촉구했고, 극동방송은 김용민에게 개인 홈페이지를 없애라고 요구했다. 김용민은 이를 거부하고 사건의 전말을 홈페이지에 상세히 올린 뒤 예비군 훈련을 떠났다. 이후 김장환 목사는 김용민에게 '종교개혁을 하려면 마르틴 루터처럼 회사를 나가서 하라'는 취지의 말을 했고 김용민은 이에 극동방송에 사표를 제출했다.
극동방송을 떠난 이후인 2001년 2월에는 기독교TV 상임고문의 권유로 기독교TV에 입사했다. 하지만 사장이 회사를 사유화하려는 움직임에 직원들이 반대했고, 김용민은 회사의 비리를 폭로했다. 2002년 11월 직원의 절반 이상이 명예퇴직을 하면서 기독교TV를 그만두게 됐다. 이 무렵 부인인 정현주씨와 결혼했다.
2003년에는 라디오21에 입사해 제작3팀장으로 활동했다. 라디오21 '스타바이러스'의 출연진이었던 변희재는 자신의 담당 PD였던 김용민을 "성실하고 예의바른 청년"으로 기억했다. 라디오21 시절 김용민은 여러 가지 프로그램에 직접 출연하기도 했는데, 그 중 하나가 바로 김구라, 황봉알과 함께한 '날방개그'다. 이 프로그램에서의 발언이 훗날 김용민에게 부정적 영향을 끼치게 된다. 김용민은 2005년까지 라디오21에서 일했다.
2005년 12월 25일에는 뉴스앤조이 신임 편집장이 됐다. 뉴스앤조이 홈페이지에 의하면 김용민은 편집장이 되기 이전부터 간간히 뉴스앤조이에 글을 기고해온 사이였다.

### 전업 시사평론가(2007~2010)
김용민은 2007년경부터 전업 시사평론가가 된 것으로 알려져 있다. CBS 시사자키(주말) 등의 방송을 진행하면서 기타 라디오 방송 프로그램에 패널로 출연하였고, 2007년에는 한양대학교 겸임 교수로 임용되었다.
한때 KBS에서만 4개 프로그램을 담당했지만, 2008년 이명박의 대통령 취임과 이병순 KBS 사장 취임과 맞물려 KBS의 모든 방송에서 하차했다. 2009년까지는 CBS 시사자키의 주말 방송에 출연했으나, 그 해 가을 개편에서 하차했다. 당시 김용민은 노무현 전 대통령 사망과 관련 시사자키 오프닝 멘트에서 이명박 대통령을 비판하는 멘트를 했다. 김용민은 오마이뉴스 인터뷰에서 시사자키 하차에 대해 "오래 하고 싶었는데 유감이다", "논쟁적 사안을 일으켰다는 이유로 교체를 결정한 것인가, 권력에 눈치가 보여 해임한 것인가"라고 말했다.
한편, 2009년 7월부터는 한겨레의 인터넷 방송 김어준의 뉴욕타임스에 출연해 시사되지, 시사장악퀴즈 등의 코너를 맡았다. 이를 계기로 사회자 김어준, 출연자 정봉주와 친분을 맺었다. 한편 2010년부터는 참여연대의 편집위원 자격으로 활동했으며, 여러 언론매체에 기고글을 보냈다.

### 나는 꼼수다 PD와 출마(2011~2012)
2011년부터 나는 꼼수다의 PD를 맡게 되었다. 간간이 정치인과 유명인의 성대모사를 보여주고, 기독교계의 부패를 지적하며 명성을 얻었다. 정봉주가 수감된 이후 정봉주의 강력한 요구로 제19대 총선 출마를 선언하고 노원구 갑에 민주통합당 소속으로 출마하였으나 새누리당의 이노근 후보에게 패배하였다.
낙선 이후 나는 꼼수다 PD 활동을 재개하였으며, 대안적인 교회 건설 프로젝트인 '벙커1교회' 프로젝트를 시작하여 설교자로도 활동하고 있다. 2013년 2월에는 서울 노원구 갑 지역위원장 사퇴함과 동시에 민주통합당에서 탈당하였다.

### 국민TV 창립 이후(2013~)
2013년 국민TV 창립 멤버로 참가했으나 2015년 퇴사했다. 퇴사한 이후엔 '일곱시간행불그네'를 설립해 조간브리핑 등 팟캐스트 방송을 만들었다. 2016학년도 한신대학교 신학대학원 석사과정에 입학해 2019년 2월 졸업하였다. 2017년 국민TV에 무급 자원봉사로 1년간 봉사하였다. 2017년 2월 17일에 자유한국당에 입당을했었으나 입당한지 8시간만에 제명당했다.

## 논란

### 인터넷 방송 막말 논란
김용민은 2004년 12월 인터넷방송 라디오21의 김구라·한이의 플러스의 코너에 출연해 부적절한 발언을 한 것이 뒤늦게 알려져 논란이 일었다. 김용민은 "테러 대책"이라며 "미국에 대해서 테러를 하는 거에요. 유영철을 풀어가지고 부시, 럼스펠드, 라이스는 아예 강간을 해가지고 죽이는 거에요"라고 말했다. 이외에도 저출산 문제에 대한 다른 방송분에서는 “지상파 텔레비전 SBS, MBC, KBS가 밤 12시에 무조건 떡영화(성인물)를 두세시간씩 상영을 하는 겁니다.", "보지맛 오징어 보징어", "피임약을 최음제로 바꿔서 피임약이라고 팔고는 안에는 최음제에요."등의 부적절한 발언으로 구설수에 올랐다.이에 대해 새누리당은 2012년 4월 3일에 "막말, 성적 저질 발언의 김용민 후보자는 사퇴해야"라는 제목의 논평을 발표했고,김용민은 4월 3일에 "성누리당, 드디어 제게 네거티브를 했는데 실패! 네거티브를 하는 이유 여러분들이 다 잘 아실 겁니다. 격차가 1.4%로 급격하게 줄어드니, 노원에서 부는 정권교체 바람이 무섭죠? 쫄리면 죽으시던가~" 라며 정당성을 주장했다. 그러다 다음날 4일 김용민은 자신의 블로그에 “지금 이 순간부터 지난 과거를 반성하면서 모두 짊어지고, 갚으며 살아가겠다."며 사과문과 동영상을 올렸다.
그러나 이후에도 과거 방송의 성차별, 성희롱 발언이 계속 공개되며 논란은 가라앉지 않았고,민주통합당의 이해찬은 김용민 후보 논란에 대해 "이 일은 당의 도덕적 품위 문제"라며 "김용민 후보가 사과하는 수준 갖고 안 된다면 빠르게 사퇴해야한다."고 주장했다.
결국 이노근 후보에 4,782표(5.86%)차로 낙선하였다. 총선 이후 민주통합당이 우세지역에서 패배한 것은 김용민의 막말 파문 탓이라는 분석이 나왔다.이에 대해 김용민과 김용민을 공천한 한명숙 등 민주통합당 지도부에 대해 비난 여론이 일었다.

### 어버이연합의 항의 시위
어버이연합은 김용민의 막말이 공개된 뒤 2012년 4월 5일에 노원구 김용민 선거사무소 앞에서 확성기와 마이크로 욕설하며 시위를 벌였다.이 날 시위에서 대한민국 어버이연합 회원 십여 명이 피켓을 휘두르고 경찰 방패를 끌어당기는 등 경찰과 몸싸움을 벌였다. 이와 함께 오마이뉴스는 어버이연합 회원이 오마이뉴스 기자를 멱살을 잡고 주먹과 발로 폭행했다고 주장하며 그 영상을 공개했다.한편 경찰은 어버이연합 일부 회원이 선거사무소에 난입하여 여직원을 폭행했다는 제보는 사실이 아니라고 밝혔다.

### KBS시사프로그램에서 하차
2020년 2월 7일 KBS 시사교양프로그램인 거리의 만찬에서는 김용민이 새  MC로 낙점되었지만, 과거 저질발언이 문제가 되어 하차되었다. 그는 성인지감수성이 문제가 있다는 이유로 논쟁의 중심이 되었다.

## 학력
- 성동고등학교 졸업
- 강남대학교 신학 학사
- 건국대학교 언론홍보대학원 방송전공 관련언론학석사 (학위논문명 : 지상파텔레비전방송의 지방분권화에 관한 시론적 연구)
- 한신대학교 신학대학원 목회학석사
- 국민대학교 대학원 문화교차학 협동과정 문화심리사회학 전공 문화교차학 박사 (학위논문명 : 한국 개신교 정교 분리 원칙의 변용 과정에 관한 연구)

## 경력
- 1998년 극동방송 입사 (프로듀서)
- 2001년 기독교TV 입사 (프로듀서)
- 2003년~ 시사평론가 활동
- 2005년 뉴스앤조이 입사 (편집장)
- 2007년 한양대학교 겸임교수
- 2013년 미디어협동조합 국민TV 보관됨 2013-08-05 - 웨이백 머신 라디오책임프로듀서
- 2019년 사단법인 평화나무 이사장

## 역대 선거 결과
| 실시년도 | 선거  | 대수 | 직책     | 선거구         | 정당       | 득표수   | 득표율         | 순위 | 당락 | 비고 |
| -------- | ----- | ---- | -------- | -------------- | ---------- | -------- | -------------- | ---- | ---- | ---- |
| 2012년   | 총선  | 19대 | 국회의원 | 서울 노원구 갑 | 민주통합당 | 36,083표 | \| \| 44.2% \| | 2위  | 낙선 |      |
|          | 44.2% |      |          |                |            |          |                |      |      |      |

## 성대모사 대상 인물
- 조현오(전 경찰청장)
- 김근태(민주당 상임고문/작고)
- 이병철(삼성그룹 창업주/작고)
- 이건희(삼성그룹 회장)
- 정주영(현대그룹 회장/작고)
- 박원순(서울시장)
- 박경철(시골의사)
- 문재인(전 더불어민주당 당대표,대한민국 19대 대통령)
- 엄기영(전 MBC 사장)
- 박근혜(전 대한민국 18대 대통령)
- 한명숙(전 민주통합당 대표)
- 김대중(15대 대통령/서거)
- 이회창(전 자유선진당 대표)
- 이덕화(탤런트)
- 곽노현(전 서울특별시 교육감)
- 안철수(국민의당 국회의원)
- 김재철(전 MBC 사장)
- 김어준(딴지일보 총수)
- 최시중(전 방송통신위원장)
- 이인제(당적 세계신기록 보유자, 6선국회의원 현 자유한국당 소속)
- 김종인(전 더불어민주당 비상대책위원장)

## 출연작

### 종영/하차 프로그램
- 《김구라의 초저녁쇼 보관됨 2008-12-25 - 웨이백 머신》(KBS 해피FM, 2007년 ~ 2008년) - ‘주간 라디오 저널’ 패널
- 《박정숙의 오늘》(TBS FM, 2009년 하차) - ‘시사만사’, ‘콕찍은 뉴스’ 진행
- 《시사자키》(CBS 표준FM, 2009년 하차) - 주말 진행자
- 《굿모닝 대한민국》(KBS2 TV, 2011년) - 굿모닝 브리핑
- 《김용민의 시사줌인》(지상파DMB TV U1, 2010년 7월 26일 ~ 2011년)
- 《김용민의 비수를 꽂다》(지상파DMB TV U1, 2010년)
- 《대찬토크 말쌈》(창원문화방송, 2010년 8월 2일 ~ 2011년 3월) - 진행
- 《한수진의 오늘》(SBS 러브FM, 2010년 11월 ~ 2011년 3월 29일) - ‘뉴스따라 노래따라’ 패널
- 《최승원의 스튜디오 1049》(KBS 3라디오, 2011년 1월 1일 ~ 2012년 3월 4일) - 일요일 코너‘시간의 책장을 넘기며’패널
- 《시사경제 WHY?》(이데일리TV, 2011년 5월 2일 ~ 9월) - ‘김용민의 유쾌한 시사’진행
- 《SBS 전망대》(SBS 러브FM, 2003년 10월 28일 ~ 2012년 3월 9일) - ‘뉴스 브리핑’ 진행
- 《이숙영의 파워FM》(SBS 파워FM, 2004년 6월 25일 ~ 2012년 3월 12일) - ‘조간 브리핑’ 진행
- 《김어준의 뉴욕타임스》(2009년 7월 13일 합류 ~ 2012년 3월 하차) - 게스트로 가끔 출연
- 《나는 꼼수다》(2011년 4월 28일 ~ 2012년 12월 18일)
- 《나는 꼽사리다》(2011년 11월 19일 ~ 2013년 1월 4일)
- 《이작가-김용민의 변두리인물 현대사》 (미디어협동조합 국민TV라디오, 2013년 6월 5일 ~ 8월 27일) - 진행
- 《김용민 민동기의 미디어토크》 (미디어협동조합 국민TV 라디오, 2013년 4월 25일 ~ 2015년) - 진행
- 《김용민의 조간브리핑(〈서영석의 타임라인〉에서 제목변경)》 (미디어협동조합 국민TV 라디오, 2013년 5월 7일 ~ 2015년) - 진행
- 《서영석 김용민의 정치토크》 (미디어협동조합 국민TV 라디오, 2013년 7월 22일 ~ 2015년) - 진행
- 《김용민의 정치쇼》 (SBS 러브FM, 2018년 3월 5일 ~ 2018년 11월 28일 )

### 현재 방송 프로그램
- 《김용민 브리핑》 (김용민 닷컴, 2015년 8월 17일 ~ ) - 진행
- 《김용민 라이브》 (KBS 1라디오, 2018년 5월 28일 ~ 2020년 2월 14일) - 진행

## 저서
- 《MB똥꾸하이킥》2010년 5월 24일 ISBN 9788996170648
- 《고민하는 청춘, 니들이 희망이다》2010년 11월 28일 ISBN 9788962170306
- 《조국현상을 말한다》 2011년 6월 30일 ISBN 9788962170382
- 《나는 꼼수다 뒷담화》 2011년 10월 28일 출간 ISBN 9788962170436
- 《보수를 팝니다》 2011년 11월 11일 출간 ISBN 9788996121244
- 《한국 종교가 창피하다》 2013년 7월 22일 출간 ISBN 9788954621922
- 《맨얼굴의 예수》. 동녘. 2013년. ISBN 9788972977018

공저
- 《블로거, 명박을 쏘다: 고소영 라인을 최초로 들춰낸 바로 그 블로그》 2008년 7월 1일 ISBN 9788996121206
- 민동기·김용민. 《뉴스를 읽어드립니다》. 휴먼큐브. 2015년. ISBN 9788954636421

## 고정 멘트
- 목사 아들 돼지 김용민 입니다.

## 인터뷰
- “언론장악 비극의 틈새에서 ‘나는 꼼수다’ 탄생” 인터뷰 ‘나는 꼼수다’ PD 김용민 시사평론가, PD저널, 2011년 9월 8일
- "각하 헌정 방송, 각하가 꼭 들었으면 좋겠다" 인터뷰 '나는 꼼수다' 김용민 PD "각하 심판 받는 그날까지 계속할 것", 미디어오늘, 2011년 7월 22일
- 박진영. (나꼼수 1년) 벙커원 지배인 김용민 "그냥 물장사 안할 것". 머니투데이. 2012년 4월 30일.